# 喜久水庵
喜久水庵（きくすいあん）は、お茶の井ヶ田が展開する物販店である。お茶・和洋菓子の販売事業を展開している。主な商品は大福（喜久福）、どら焼き、シュークリーム、餅、ソフトクリームなどである。飲食店や茶室としても利用できる店舗もあり、直営の本店ではレストランも併設している。店舗の大半は宮城県内にあるが、青森県、岩手県、秋田県、山形県、新潟県、東京都、神奈川県にもいくつか店舗があり、総数は約50店舗である（2025年1月現在）。

## 喜久福
もともとの主力商品であるお茶の消費量が低迷する中、1996年に「抹茶の大福」を発売したものの、表面にまぶした抹茶が光や熱で変色したため、あまり売れなかった。生産工場のスタッフの提案により、抹茶のクリームを大福の中に入れる形に変更され、「喜久福」という名称で1998年に発売された。
和洋折衷の新感覚スイーツとして発売直後から口コミを通じて仙台市民の支持を獲得し、2000年代以降は仙台名物として市外にも知られるようになった。さらに、週刊少年ジャンプ2018年15号に掲載された漫画『呪術廻戦』第2話において、登場人物が購入した仙台土産として喜久福が登場した。お茶の井ヶ田から原作者である芥見下々に対して自社製品の掲載を依頼したわけではないものの、その後も『呪術廻戦』とのかかわりは続き、2020年10月のテレビアニメ化に際してはコラボ商品が発売されたほか、このアニメ版の第2話にも喜久福がが登場している。また2021年の劇場版公開に際してもコラボ商品が発売された。
一方、お茶の井ヶ田としては他者とのコラボレーションについては慎重に判断していると2023年のJ-CASTの記事の中で話しており、商品のイメージを植え付けてしまうことを理由に挙げており、現状「喜久福の要素をきちんと体現できること」を条件としているという。なお、コラボレーションが実現した例としては、「チロルチョコ＜喜久福抹茶生もち大福＞」（2023年3月）、「喜久水庵監修 雪見だいふく×喜久福」（2023年5月）が該当する。
2023年4月には、喜久福の抹茶生クリーム味をモチーフとした「のむ喜久福」を発売した。また、同年8月28日には「仙台みたいなタルト」という新たな商品を発売した。こちらは黄緑とピンクのパッケージがメディアミックス『アイドリッシュセブン』に登場するアイドルユニット・Re:valeに似ていると話題になっており、喜久水庵公式X（Twitter）にも同ユニットのファンからコメントが多数寄せられたという。